# François Daoût
François Daoût (Jemappes, 15 september 1951) is een Belgisch emeritus magistraat en voormalig advocaat.

## Levensloop
François Daôut behaalde in 1974 het diploma van licentiaat in de rechten aan de Université catholique de Louvain. Hij was van 1974 tot 2001 advocaat aan de balie te Bergen. Tevens was hij van 1974 tot 1978 assistent aan de UCL en van 1990 tot 1999 docent aan de Université de Mons-Hainaut.
Hij was plaatsvervangend raadsheer in het hof van beroep in Bergen van 1998 tot 2001 en staatsraad in 2001. Op 6 januari 2011 werd hij tot rechter in het Grondwettelijk Hof benoemd, waar hij op 1 september 2018 tot voorzitter van de Franstalige kamer werd verkozen. Hij ging op 14 september 2021 met emeritaat.